# Goodrich Corporation
Goodrich Corporation (früher: B. F. Goodrich Company, BFGoodrich) war ein US-amerikanisches Unternehmen mit Sitz in Charlotte, North Carolina. Das Unternehmen war im S&P 500 gelistet.

## Geschichte
Das Unternehmen wurde 1870 von Benjamin Goodrich als Goodrich, Tew & Co. in Akron gegründet. 1880 änderte sich die Firma des Unternehmens zu B. F. Goodrich Company, in den 1980er Jahren zu BFGoodrich und 2001 zu Goodrich Corporation.
Unter anderem ist das Unternehmen auch für die Entwicklung des Reißverschlusses verantwortlich.
1981 erzielte die B. F. Goodrich weltweit einen Jahresumsatz von 1,16 Milliarden US-Dollar und hatte einen Weltmarktanteil bei Autoreifen von 3,9 Prozent.
1986 fusionierte das Unternehmen mit Uniroyal Inc. (früher United States Rubber Company) und wurde zu einem der weltweit führenden Hersteller von Reifen und Gummi. 1988 wurde dieser Produktbereich mit der Reifenmarke Goodrich an Michelin verkauft, welche sie heute noch vermarktet. 1997 erwarb Goodrich die Unternehmen Rohr Industries und Coltec Industries. 2002 kaufte man TRW Aeronautical Systems (früher Lucas Aerospace) von TRW Inc. Die Ausgliederung der Spezialchemie- und Dieselmotorensparte (jetzt: EnPro Industries) und die Änderung des Firmennamens schlossen den Unternehmensumbau ab.
2011 wurde das Unternehmen von der United Technologies Corporation übernommen.
2012 wurde Goodrich mit Hamilton Sundstrand zu UTC Aerospace Systems fusioniert.

## Liberia
1954 wollte die B. F. Goodrich Company, eine Konzession für ein Gebiet von etwa 2,5 km² für 80 Jahre, um in Liberia eine Plantage für Kautschuk zu errichten. Der Vertrag sah vor, Goodrich neben den landwirtschaftlichen Rechten auch das Recht auf Holzeinschlag und die Rechte auf Bergbau zu übertragen. Die Einkommensteuer wurde für 16 Jahre erlassen. Von allen anderen Steuern, Zöllen und Abgaben wurde Goodrich befreit. Die Regierung verpflichtete sich, Infrastruktur für Goodrich zur Verfügung zu stellen, die das Unternehmen kostenlos nutzen darf. Außerdem sollte Goodrich Holz, Wasser, Steine, Felsen und andere Materialien auf öffentlichem Land und in einem Umkreis von drei Meilen um das Entwicklungsgebiet und die dazugehörigen Einrichtungen kostenlos nutzen, aber nicht exportieren dürfen. Dörfer, die den Betrieb des Unternehmens behinderten, konnte Goodrich von der Regierung entschädigungslos räumen lassen. Von der elfköpfigen hochrangigen liberianischen Kommission unter Präsident William S. Tubman gab es abgesehen von der Bildungsministerin Ellen Mills Scarbrough wenig Widerstand und der Vertrag trat im Juli 1954 unverändert in Kraft.

## Sonstiges
Goodrich war neben Goodyear ein bedeutender Luftschiffhersteller der USA und lieferte vor allem zur Zeit des Ersten Weltkriegs und in der Zwischenkriegszeit einige US-Militärluftschiffe an die Streitkräfte der USA.
Aufgrund der Bekanntheit der Reifenmarke Goodrich verwendete das Unternehmen vor deren Verkauf in der Werbung den Slogan „See that blimp up in the sky? We're the other guys!“. Damit wird außerdem auf den Konkurrenten Goodyear angespielt, der auch Prallluftschiffe herstellt.